# Pandanus radiciferus
Pandanus radiciferus är en enhjärtbladig växtart som beskrevs av Harold St.John. Pandanus radiciferus ingår i släktet Pandanus och familjen Pandanaceae. Inga underarter finns listade.